# Gramond
Gramond (okzitanisch: Gramont) ist eine französische Gemeinde im Département Aveyron mit 539 Einwohnern (Stand: 1. Januar 2022) in der Region Okzitanien (vor 2016 Midi-Pyrénées). Sie gehört zum Arrondissement Villefranche-de-Rouergue (bis 2016 Arrondissement Rodez) und zum Kanton Ceor-Ségala. Die Einwohner werden Gramondais und Gramondaises genannt.

## Geografie
Gramond liegt in einem der südwestlichen Ausläufer des Zentralmassivs auf dem Plateau Ségala in der historischen Provinz Rouergue, etwa 27 Kilometer westsüdwestlich von Rodez. Das Gemeindegebiet wird vom Fluss Lézert durchquert, an der östlichen Grenze verläuft sein Zufluss Vayre. Umgeben wird Gramond von den Nachbargemeinden Castanet im Nordwesten und Norden, Boussac im Norden, Baraqueville im Nordosten und Osten, Quins im Süden sowie Sauveterre-de-Rouergue im Südwesten und Westen.

## Bevölkerungsentwicklung
| Jahr                       | 1962 | 1968 | 1975 | 1982 | 1990 | 1999 | 2006 | 2019 |
| -------------------------- | ---- | ---- | ---- | ---- | ---- | ---- | ---- | ---- |
| Einwohner                  | 545  | 526  | 477  | 417  | 390  | 367  | 382  | 506  |
| Quellen: Cassini und INSEE |      |      |      |      |      |      |      |      |

## Sehenswürdigkeiten
- Kirche Sainte-Madeleine aus dem 13. Jahrhundert
- Oratorium von Gramond aus dem 16. Jahrhundert, seit 1933 als Monument historique klassifiziert

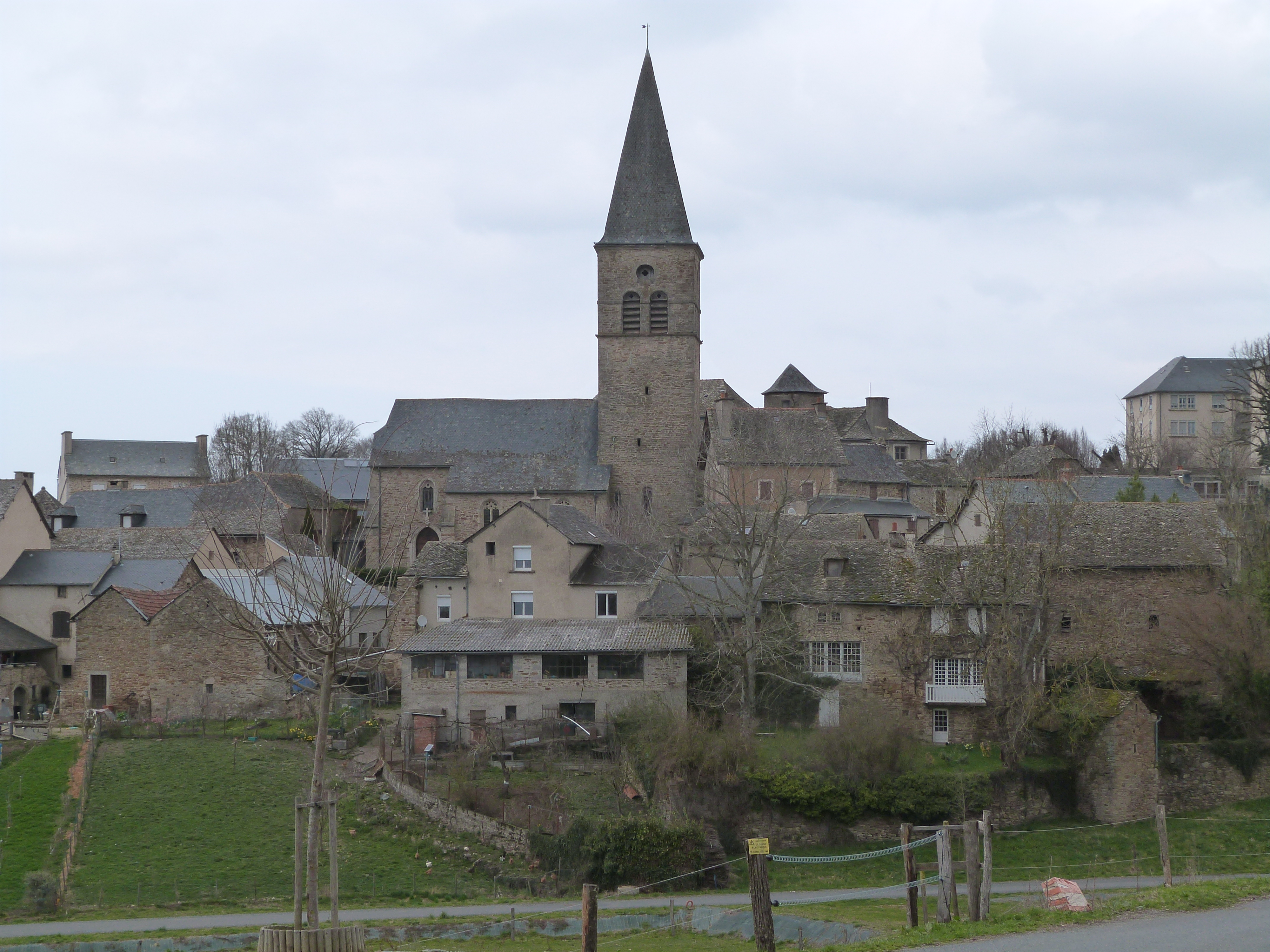
Blick auf die Ortschaft mit der Kirche Sainte-Madeleine
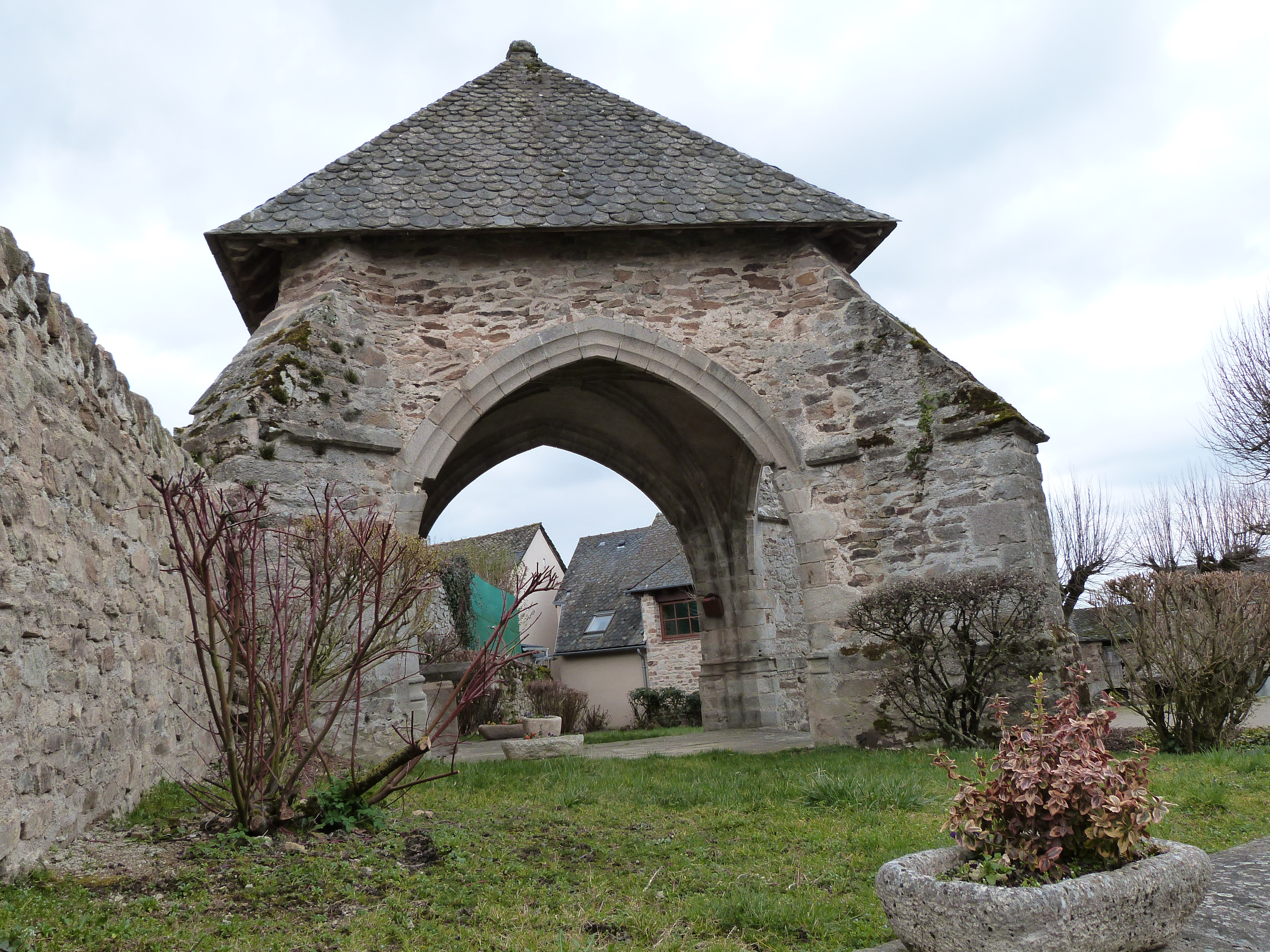
Oratorium von Gramond